# Ostropablock

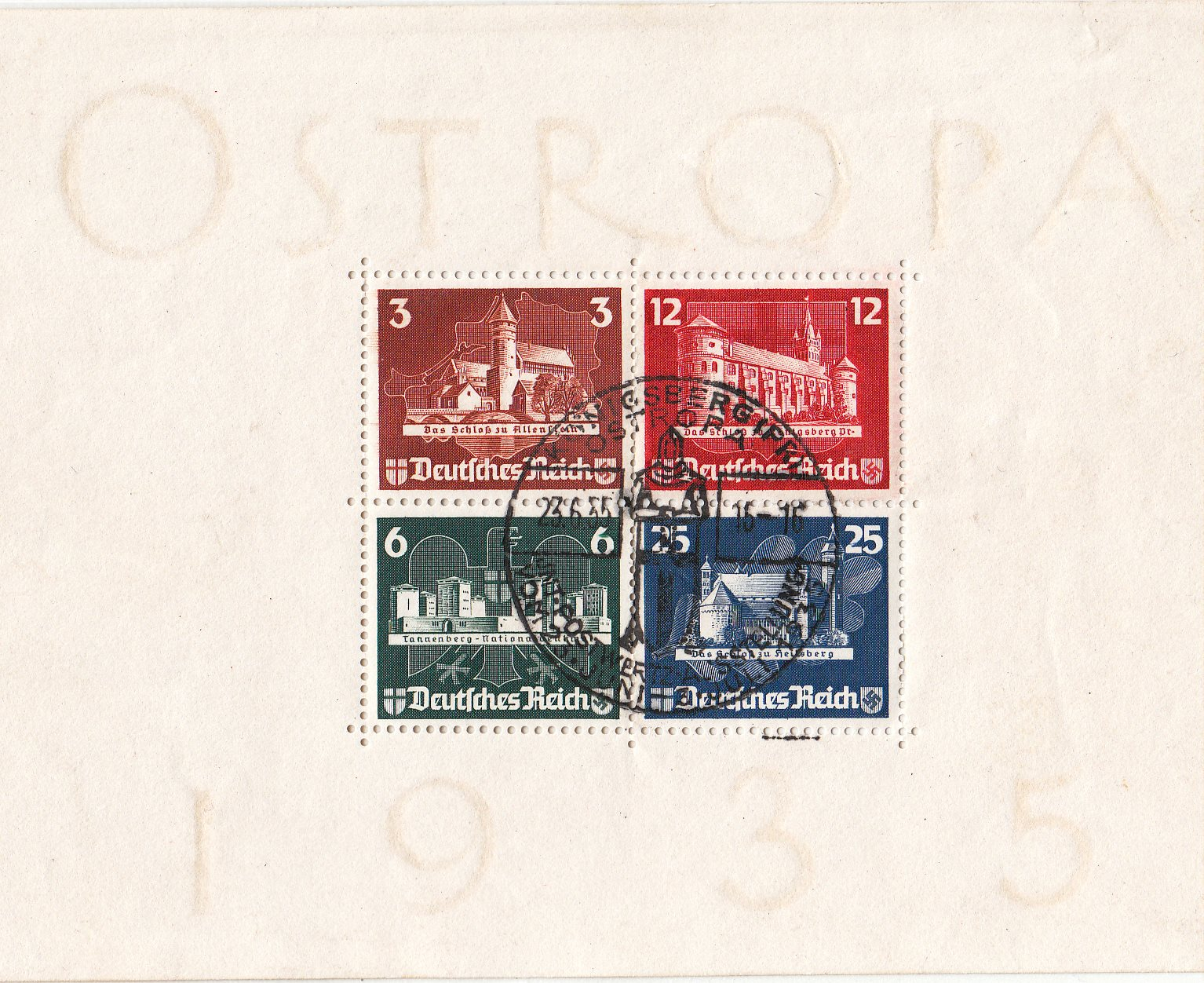
Ostropablock

Der Ostropablock zählt als dritte Blockausgabe des Deutschen Reiches zu den philatelistischen Raritäten des Briefmarkenausgabezeitraumes 1872 bis 1945. Er erschien anlässlich der Königsberger Briefmarkenausstellung OSTROPA 1935.

## Hintergründe
Anlässlich der OSTROPA (Internationale Osteuropäische Postwertzeichenausstellung) in Königsberg vom 23. Juni bis 3. Juli 1935 verausgabte die Deutsche Reichspost diesen Block, der bereits zum Ausgabetag eine Rarität war, da er nur über Bezugsscheine in stark begrenzter Stückzahl erhältlich war.
Der Entwurf selber geht auf den aus Königsberg stammenden Professor Dr. Franz Marten zurück, die Ausführung erfolgte im Stahlstichtiefdruckverfahren auf gestrichenem Wertzeichenpapier.
Die Vierereinheit in den Wertstufen 3, 6, 12 und 25 Reichspfennig (was den vier damals am gebräuchlichsten Portostufen für Inlandsdrucksache, -postkarte, -brief und Auslandsbrief entsprach) weist im Markenbild die Burg Allenstein und im Hintergrund die Karte Ostpreußens (3 Pfennige, orangebraun), das Tannenberg-Denkmal vor dem stilisierten Reichsadler (6 Pfennige, dunkelblaugrün), das Königsberger Schloss vor dem Ostpreußenschild (12 Pfennige, rot) sowie das mit einem Eichenblatt hinterlegte Schloss Heilsberg (25 Pfennige, dunkelblau) auf. Die Anordnung der Wertstufen im Uhrzeigersinn von rechts oben ist 12 – 25 – 6 - 3.

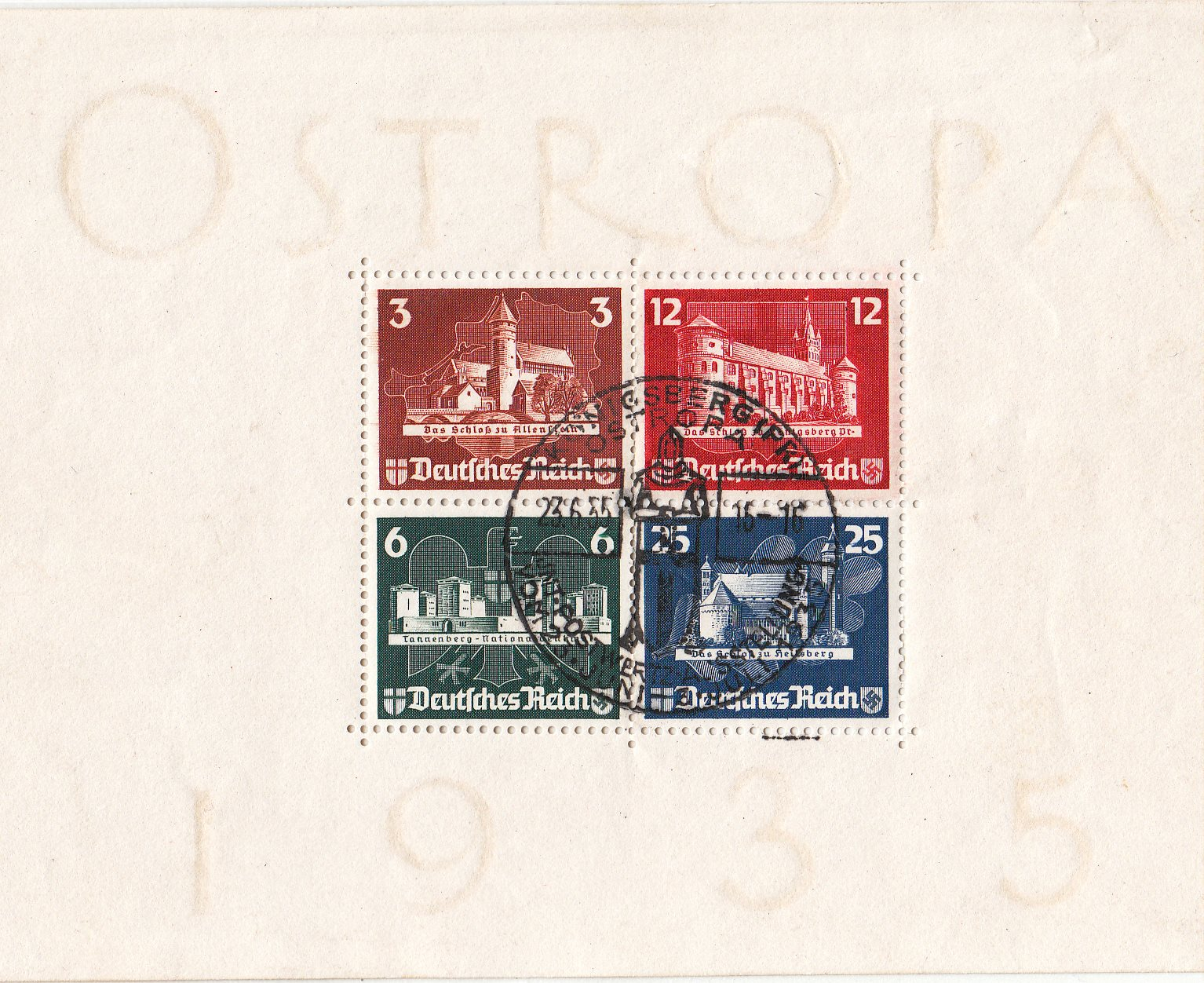
Ostropablock in gestempelter Erhaltung, Ersttagssonderstempel. Das Papier ist schneeweiß, die Gummierung wurde rechtzeitig entfernt.
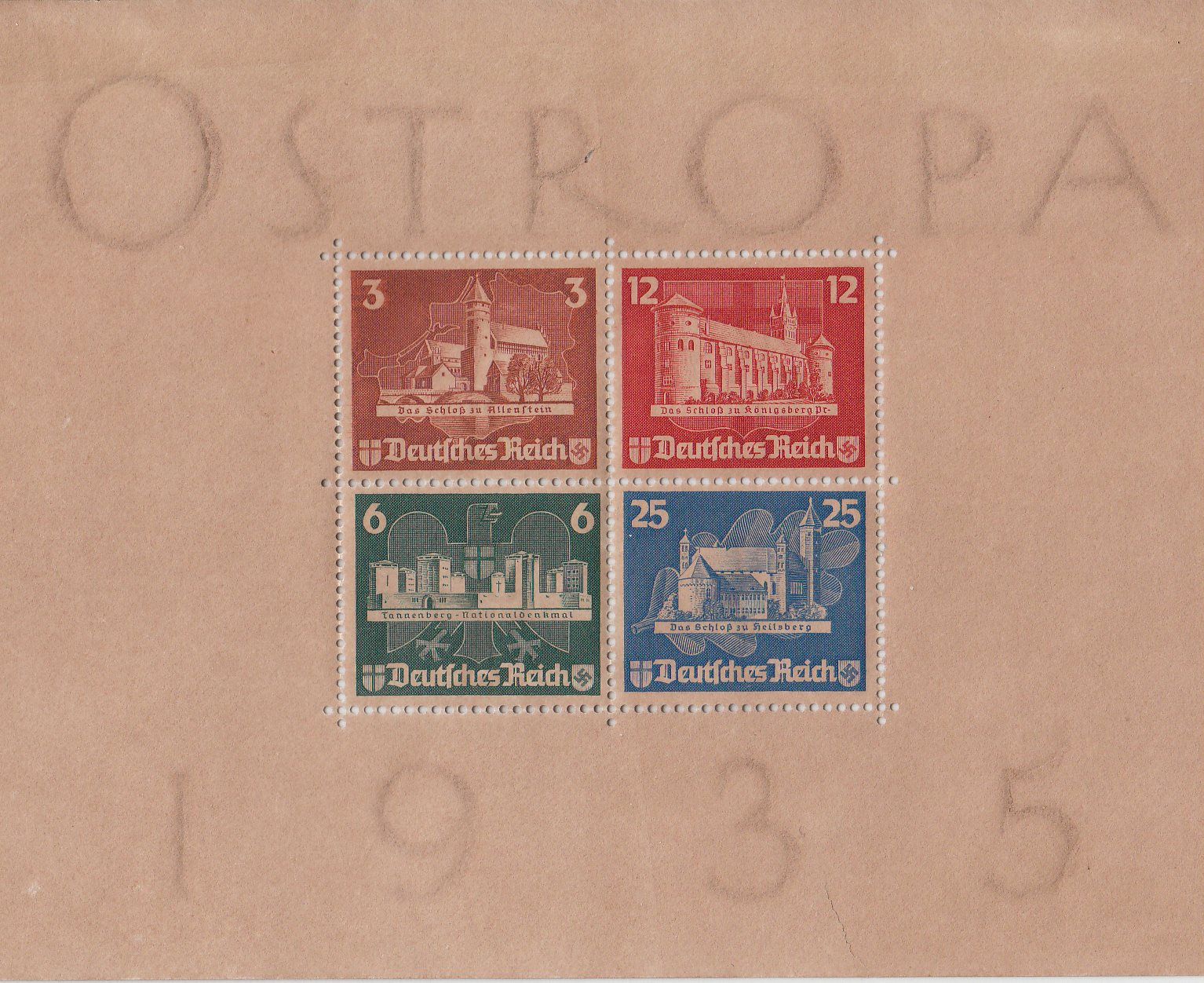
Ostropablock in postfrischer Erhaltung mit unberührter Originalgummierung (äußerst selten). Bereits starke Braunverfärbung erkennbar.
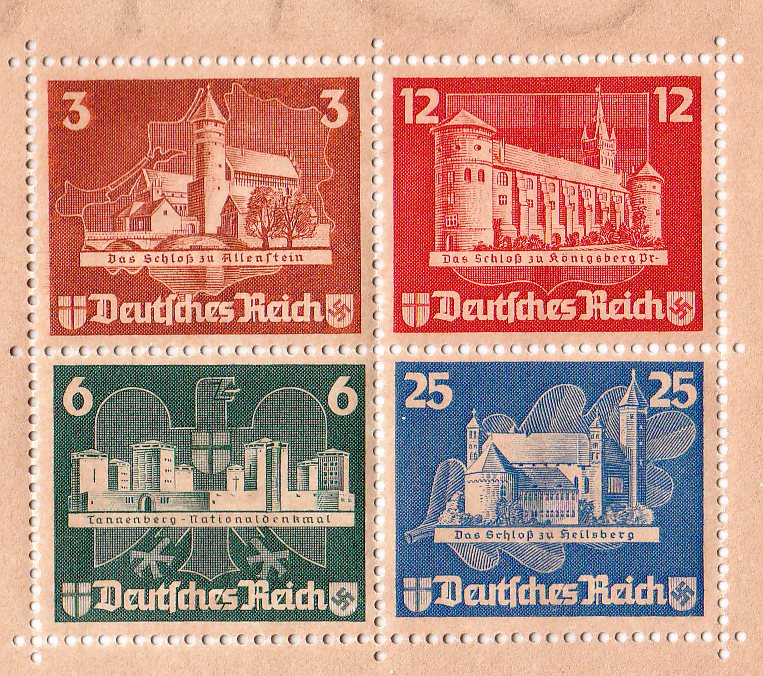
Herzstück des Blockes in postfrischer Erhaltung, starke Braunverfärbung
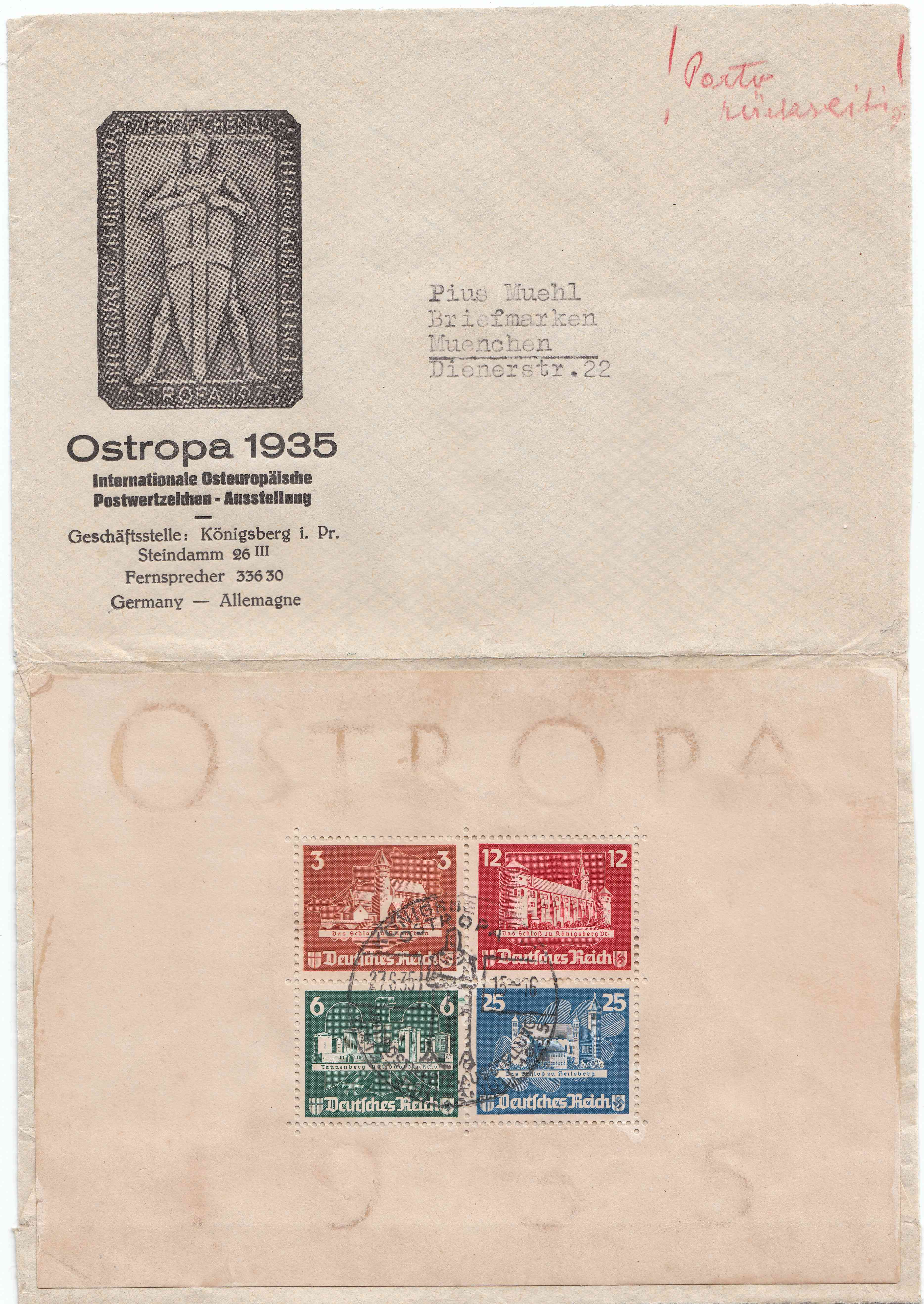
Brief mit Ostropablock, Sonderstempel zur Ausstellung
Offizieller Brief der Geschäftsstelle der OSTROPA-Ausstellung
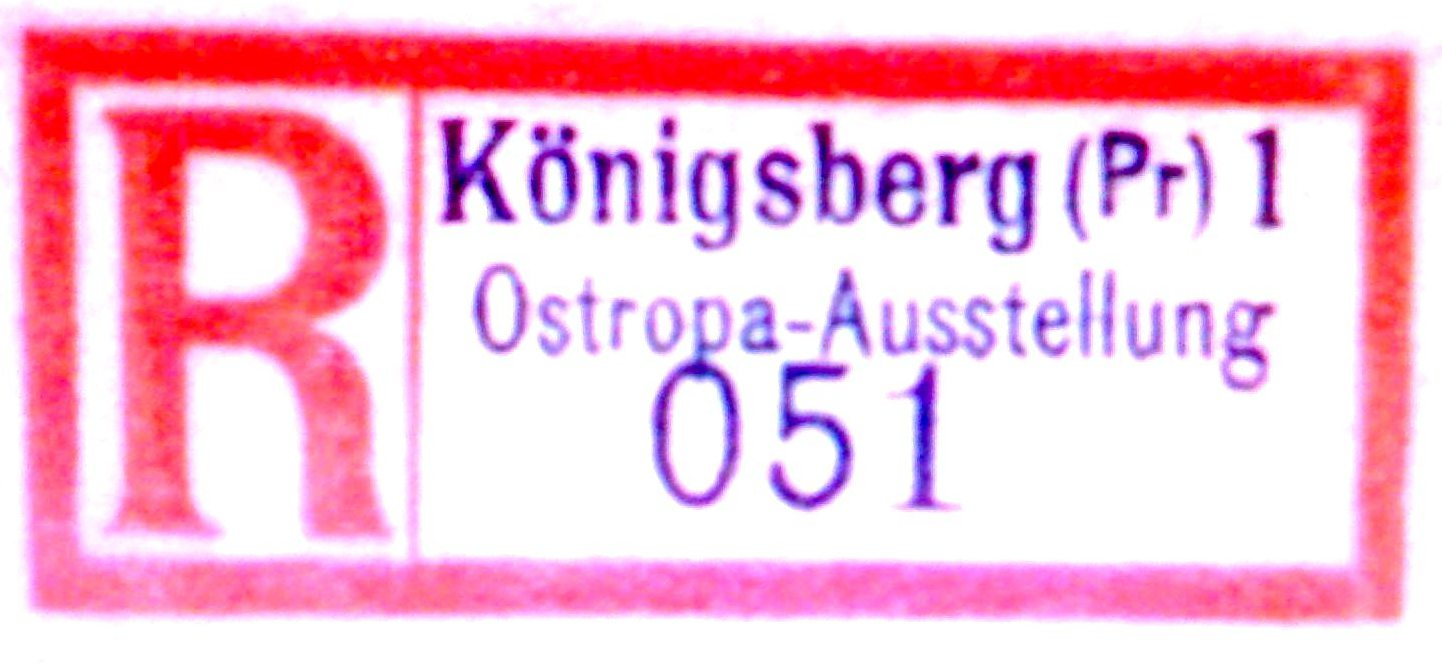
R-Briefzettel des OSTROPA-Sonderpostamtes
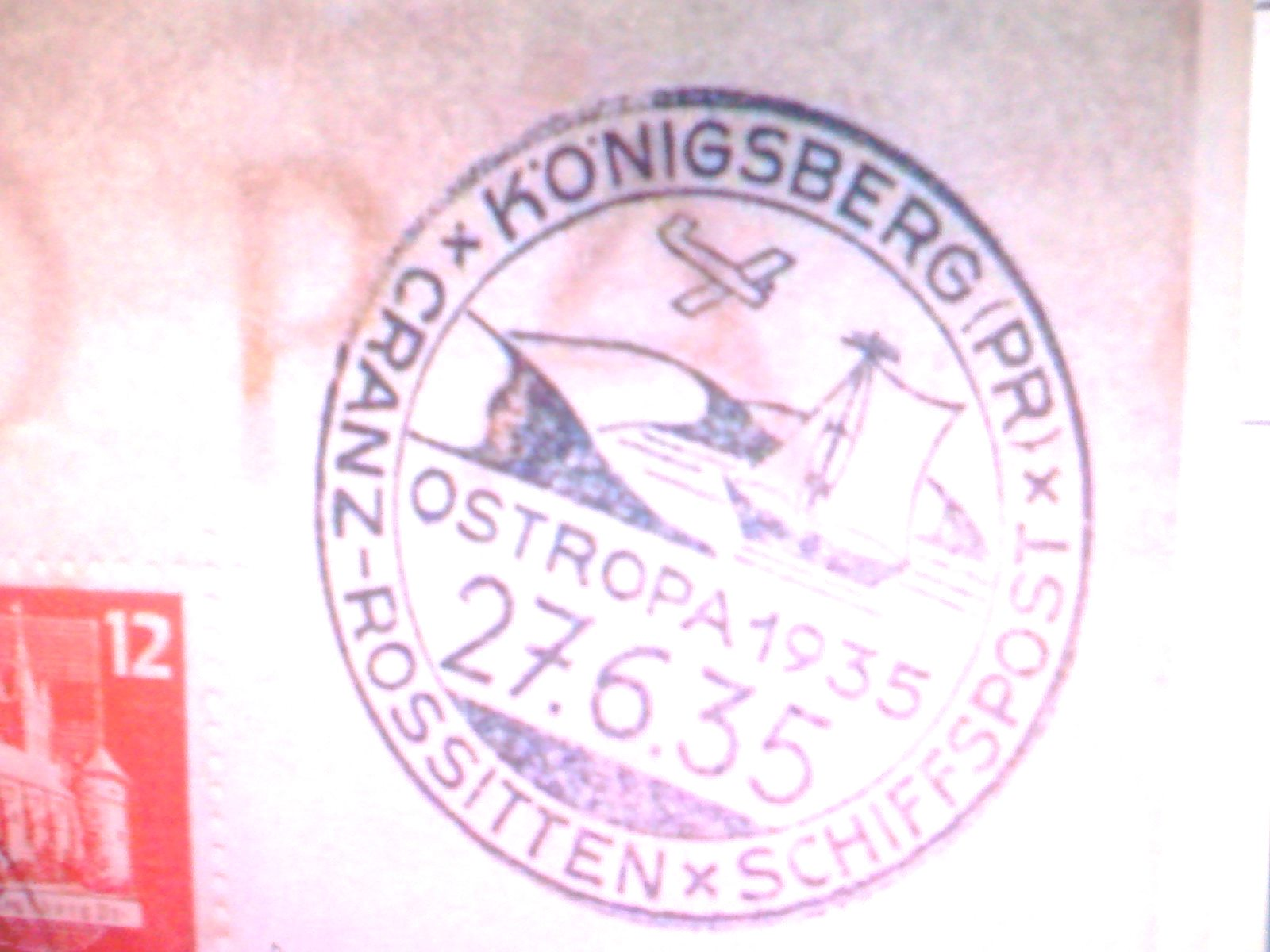
Der seltenste der offiziellen Sonderstempel – CRANZ-ROSSITTEN-SCHIFFSPOST

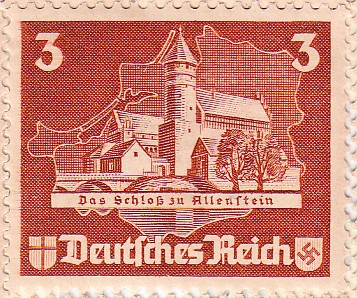
3 Pfennig Schloß Allenstein
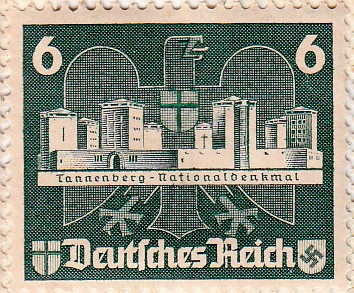
6 Pfennig Tannenbergdenkmal
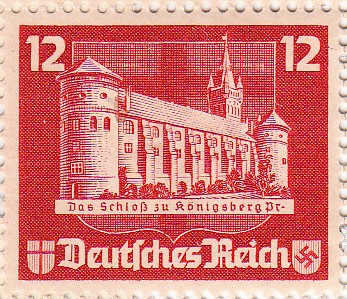
12 Pfennig Schloß Königsberg
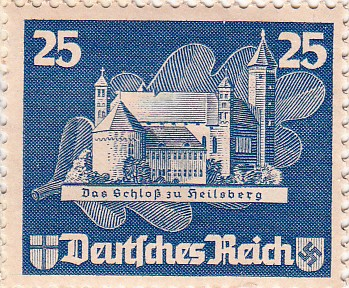
25 Pfennig Schloß Heilsberg

Bei der Wahl der Farben orientierte sich die Reichspost an den Empfehlungen des Weltpostvereins, wonach man schon anhand der Farbe den Verwendungszweck der Wertstufe erkennen konnte.
Der Block (Maße 148 auf 104 mm) weist als Blockrand-Wasserzeichen über den Marken die Inschrift OSTROPA und unterhalb der Vierereinheit (dem sog. Herzstück) die Jahreszahl 1935 auf.
Die vier Marken tragen als Wasserzeichen das Deutsch-Ordenskreuz, was schon damals als Hommage an den Sitz des Deutschen Ordens in Königsberg aufgefasst wurde.
Die ursprüngliche Auflage betrug 162.700 Stück, von denen mehr als die Hälfte zertrennt oder in Herzstücken aufgebraucht wurde. Ein nicht unerheblicher Anteil wurde nach Ablauf der Gültigkeit zum 31. Dezember 1935 amtlich vernichtet.

## Berechtigungskarten
Der Block wurde zu einem Postpreis von 1,70 Reichsmark am Sammlerschalter nur in Verbindung mit den Berechtigungskarten oder der Eintrittskarte abgegeben. Trotzdem hatte der Block bzw. das Herzstück oder die Einzelmarken die volle Frankaturkraft.

Berechtigungskarte zur Bestellung
Berechtigungskarte zur Bestellung – Kontingentierung
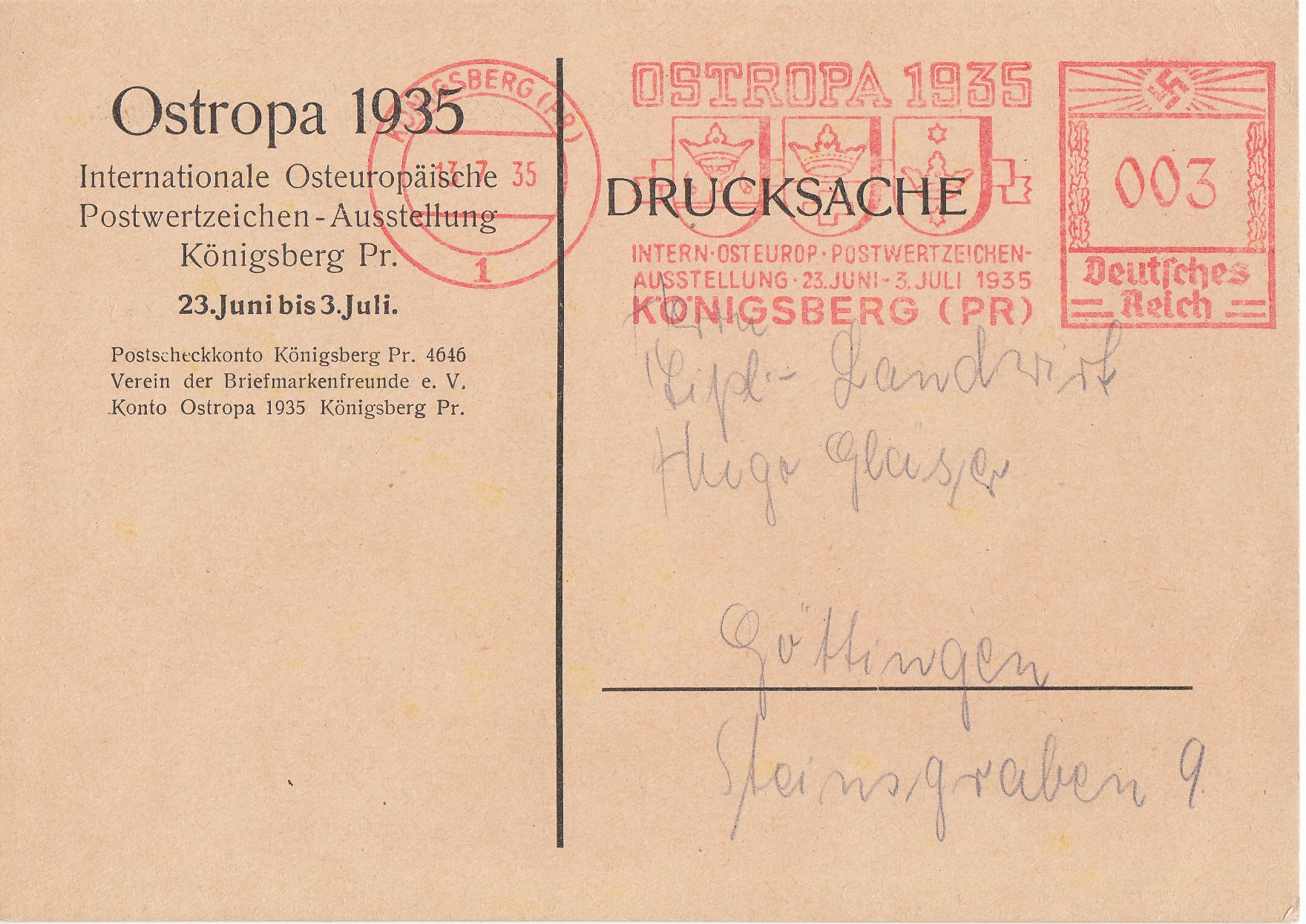
Berechtigungskarte zur Bestellung, Rückseite
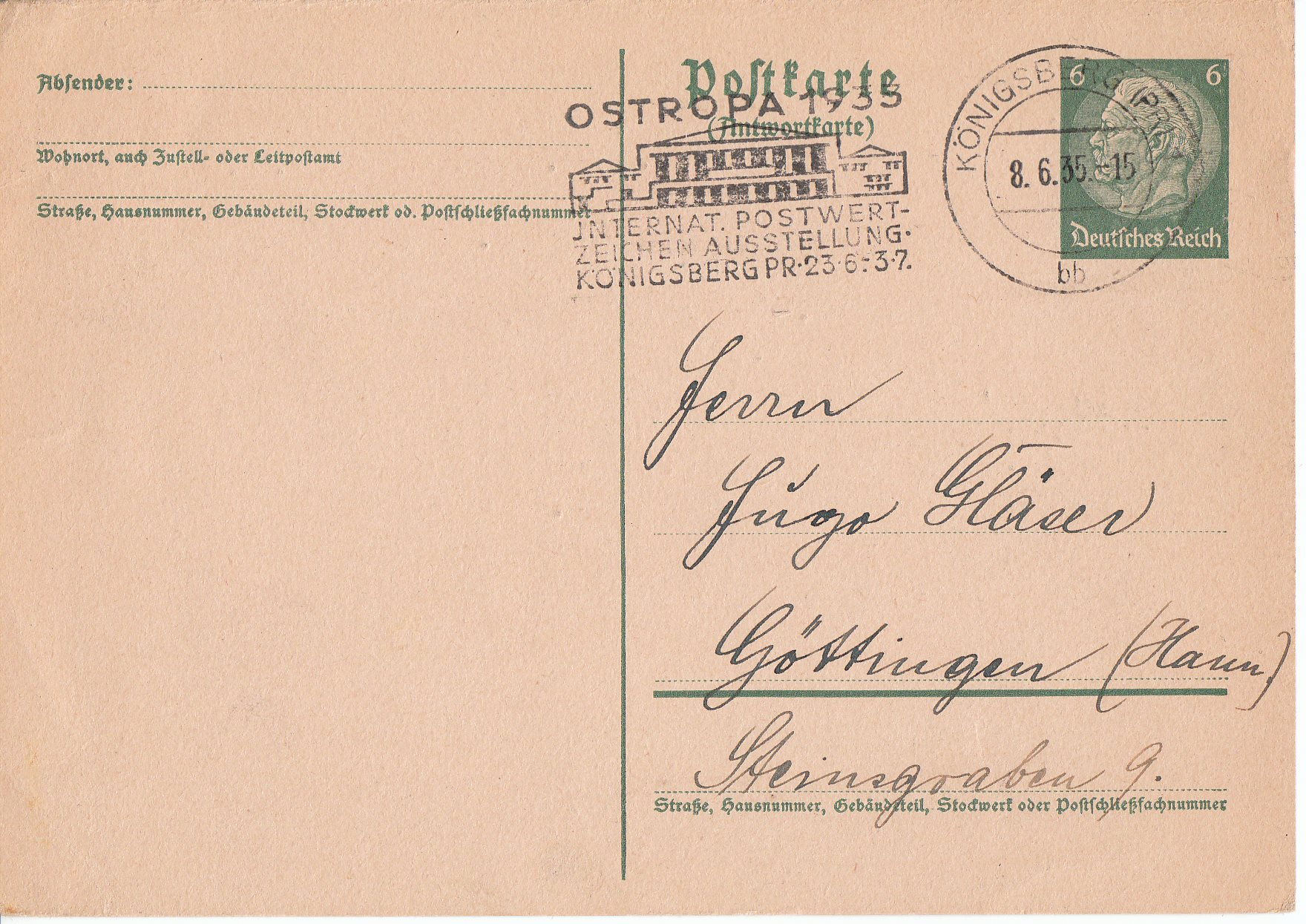
Berechtigungskarte zur Bestellung – Kontingentierung, Rückseite

## Vignetten
Im Rahmen der Ausstellung waren auch vier verschiedene Verschlussvignetten mit Motiven aus der Königsberger Gegend erhältlich. In Kombination mit dem Ostropablock auf Brief stellen diese einen besonderen philatelistischen Wert dar.

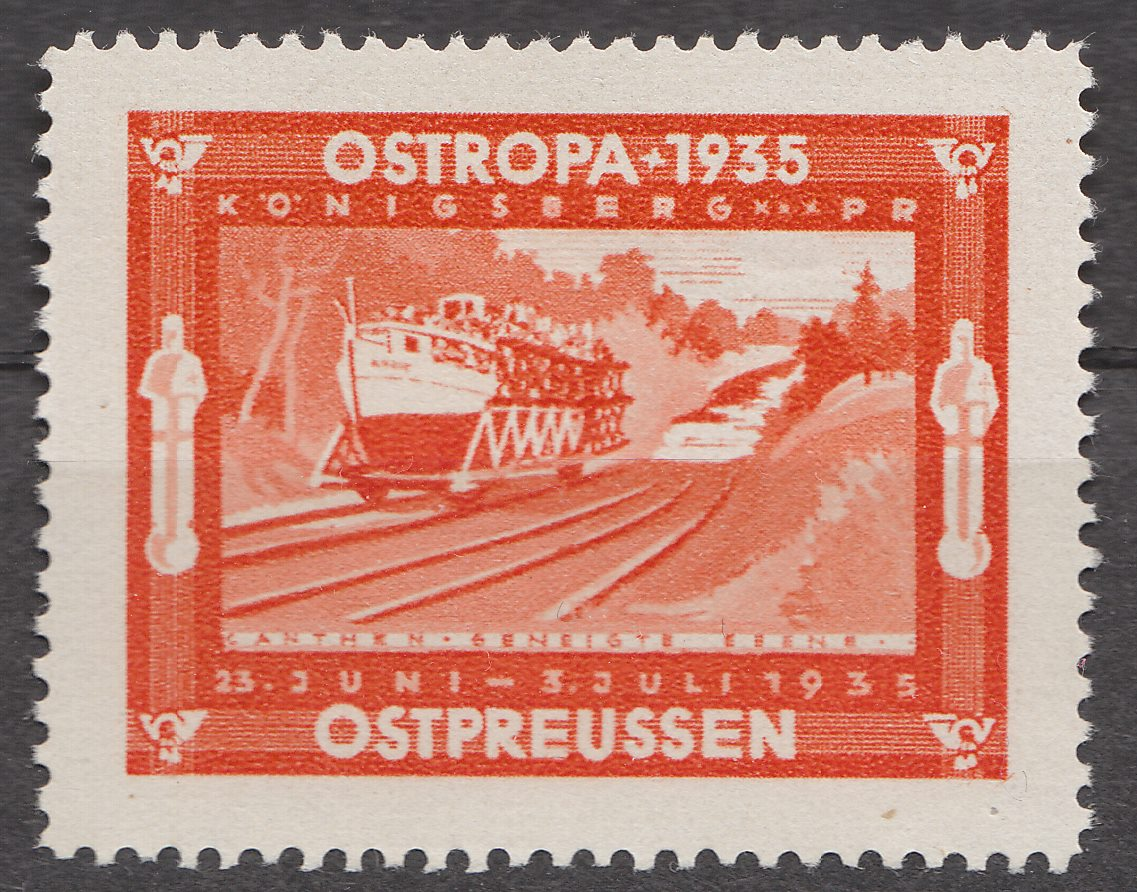
Kanthen, geneigte Ebene
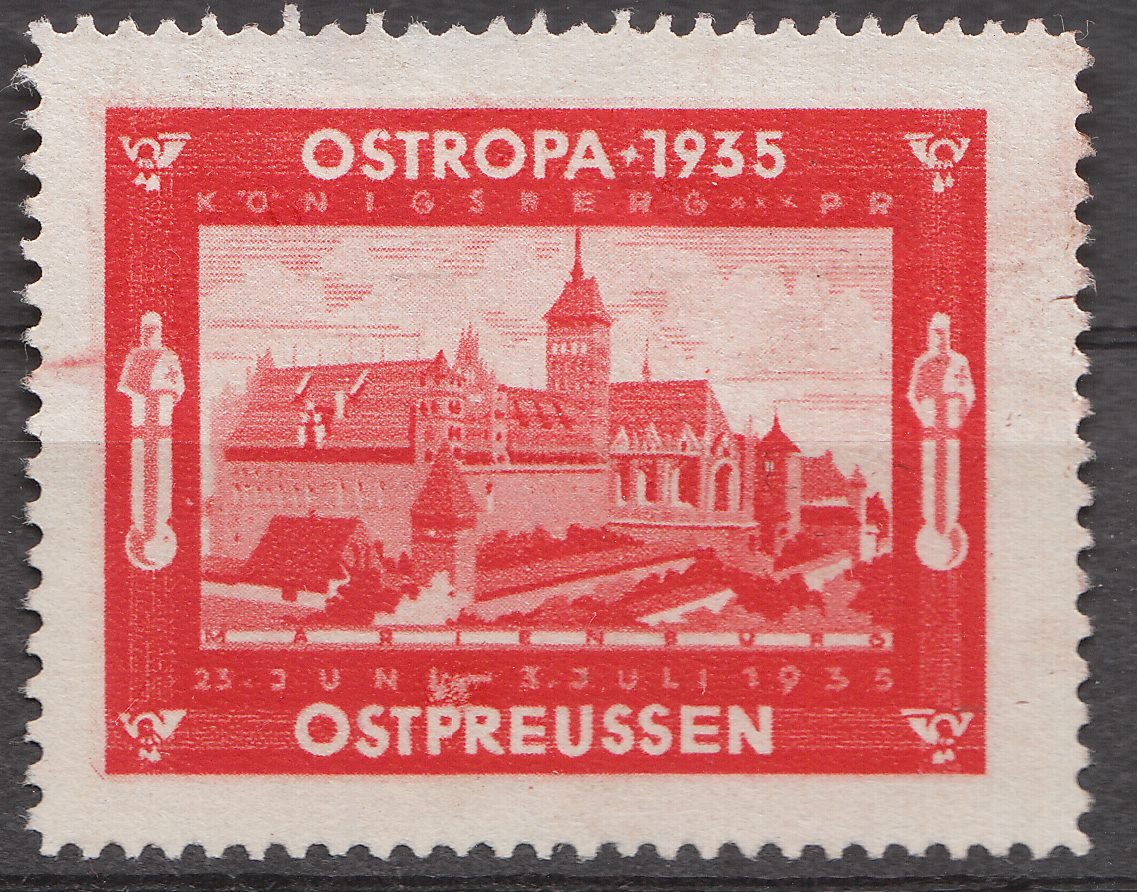
Marienburg
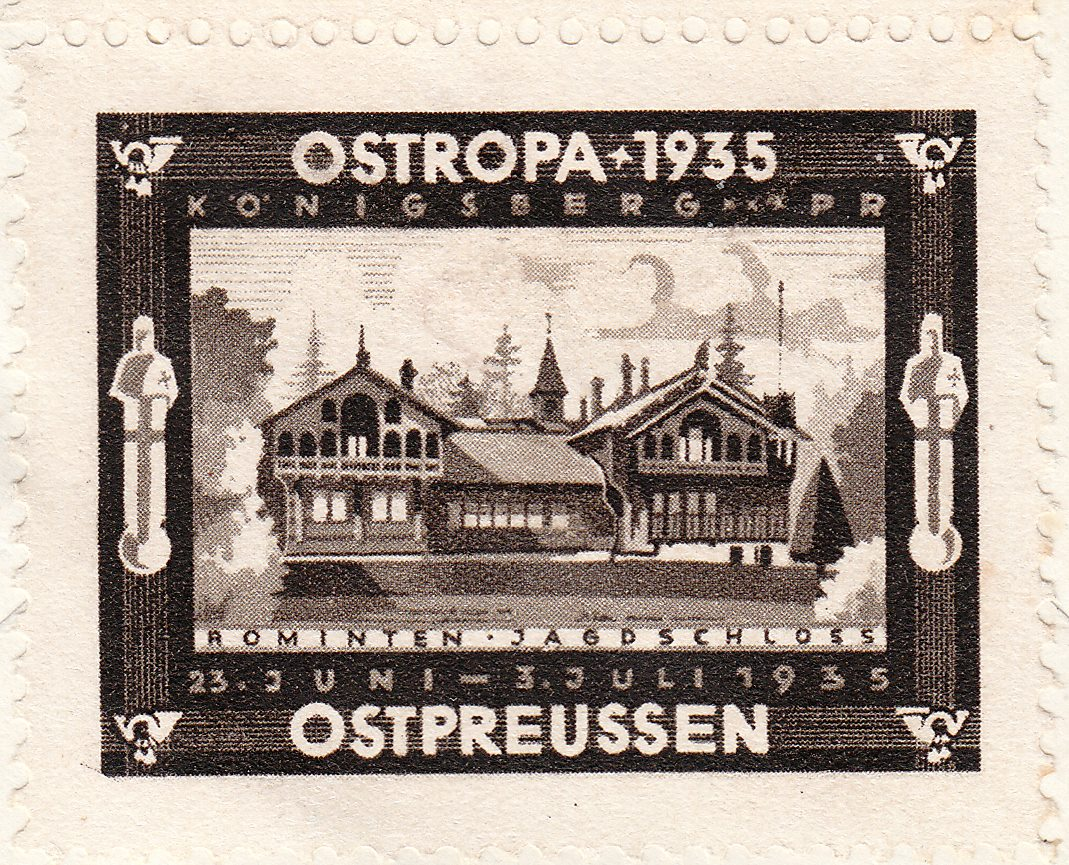
Jagdschloss Rominten
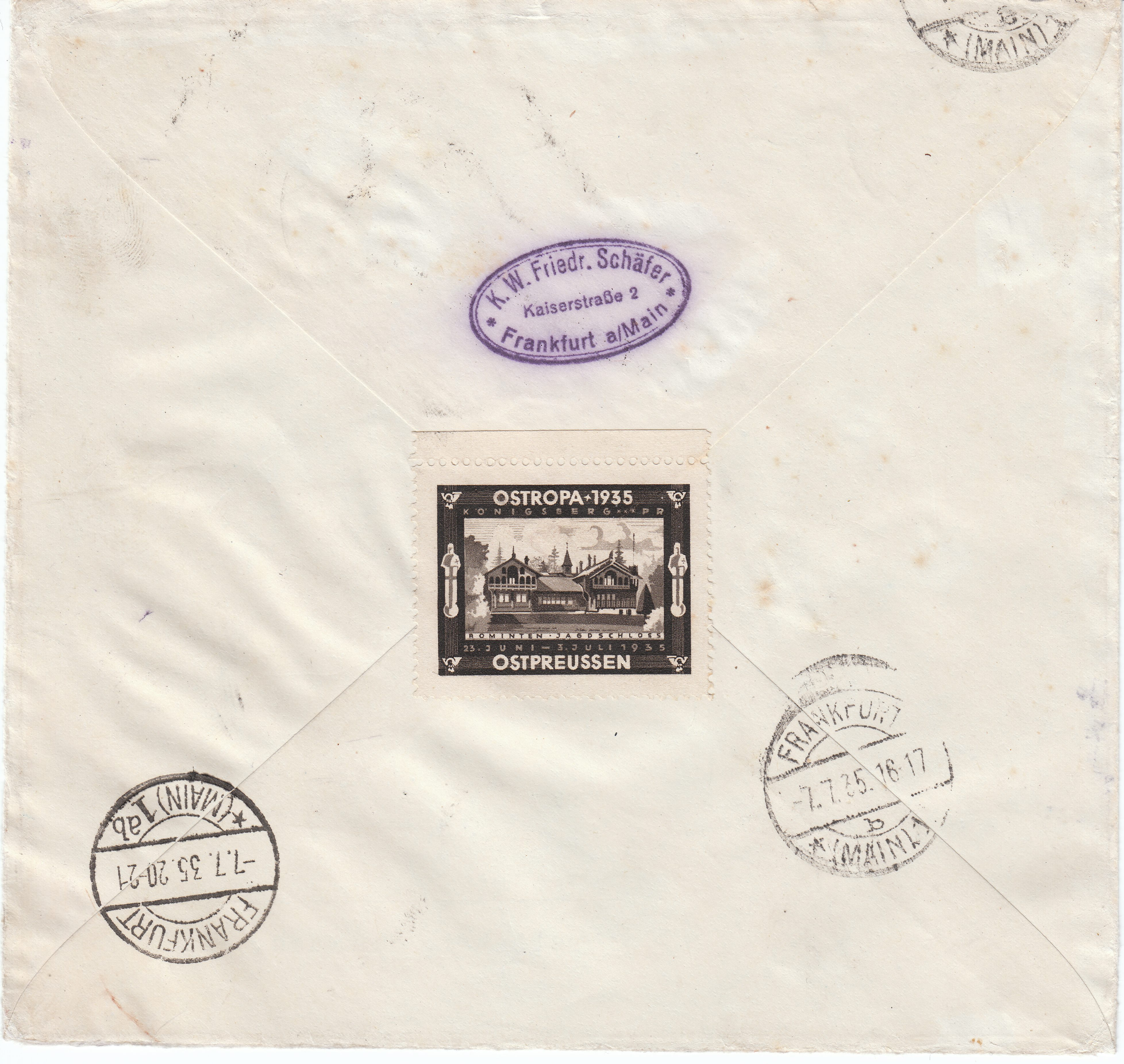
Verwendungsnachweis der Vignette mit Ankunftsstempel
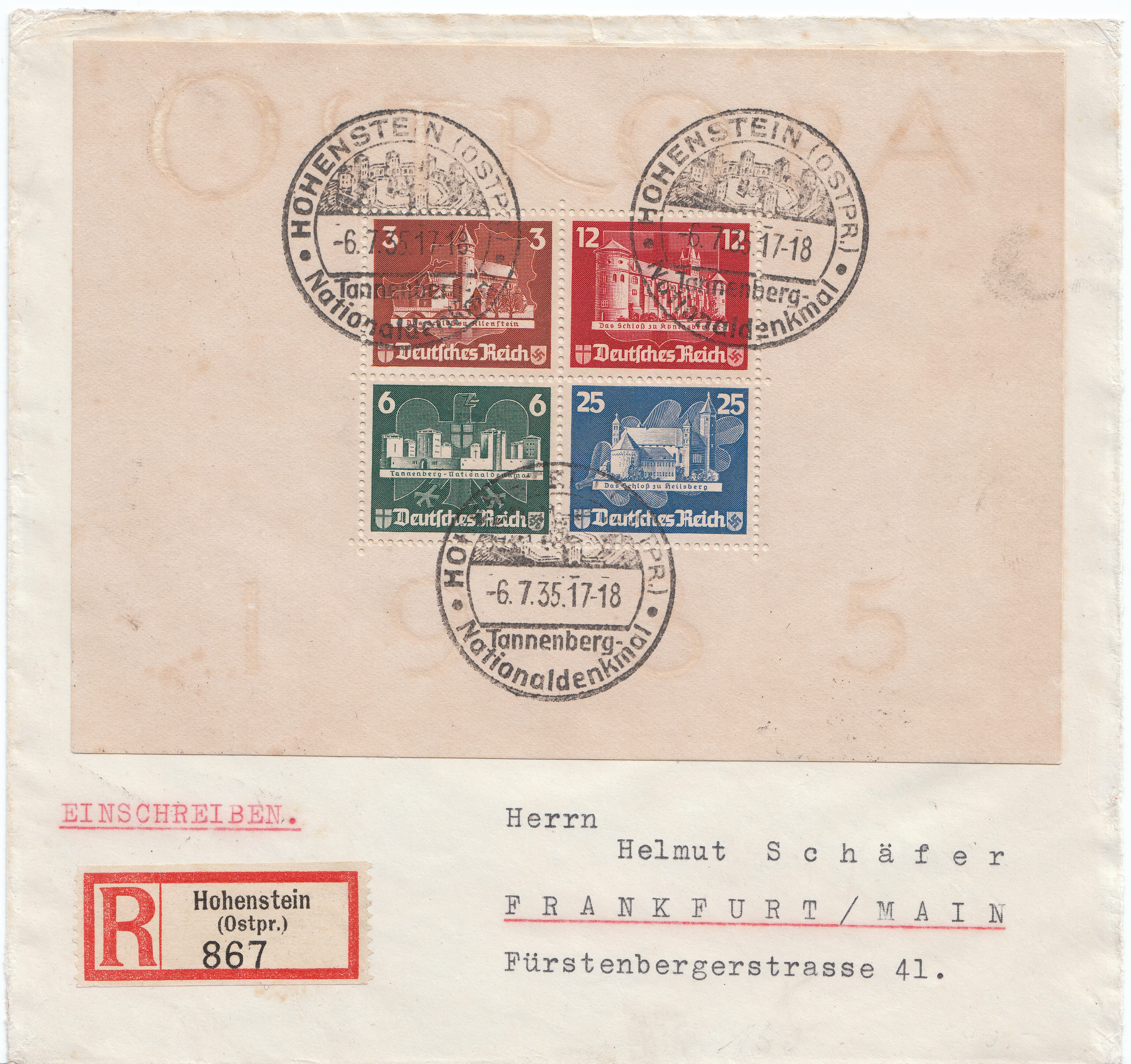
Äußerst seltene Verwendungsform mit Tannenberg-Sonderstempel auf R-Brief

## Gummierung
Den Reiz dieser Ausgabe verursacht ein Fehler in der Herstellung des Blockes. Da die Reichspost die Kosten für das teure Gummi arabicum senken wollte, wurde eine Versuchsreihe gestartet, um aus vorhandenen Rohstoffen einen Ersatzstoff herzustellen. Der aus Tierknochen hergestellte Leim als Grundstoff für die Gummierung war herstellungsbedingt stark schwefelsäurehaltig. Eine Neutralisierung des Säuregehalts unterblieb versehentlich. Der niedrige pH-Wert der Gummierung hat das Wertzeichenpapier im Laufe der Jahre teilweise sehr stark angegriffen, weswegen unbeschädigte Stücke kaum vorkommen. Dieses war den Sammlern bereits im Ausgabejahr bekannt, weshalb bereits bei Erwerb empfohlen wurde, die Gummierung sofort durch ein Wasserbad zu entfernen. Die abgebildeten Stücke weisen jeweils einen gewissen Grad von Beschädigungen auf. Am häufigsten sind die sogenannten Wasserzeichenbrüche, bei denen die ohnehin dünneren Stellen mit der Zeit herausgebrochen sind. Eher seltene und daher auch interessanter für den Spezialsammler sind Löcher im Markenbild oder im Blockrand. Bereits wenige Jahre nach der Verausgabung konnten zahlreiche Blocks nur durch oftmals stümperhafte Reparaturen (siehe Abbildungen) vor dem vollständigen Zerfall gerettet werden.
Trotz der Kenntnis der Gummischäden verbrauchte die Reichspost die aus der Herstellung des OSTROPA-Wertzeichenpapiers übrige Gummierung wenige Monate später für die Zeppelin-Flugpostmarken „LZ 129 nach Nordamerika“.

Starke Beschädigung des Blockes durch die säurehaltige Gummierung
Bei diesem Exemplar wurde das Papier so brüchig, dass die Ecke regelrecht abgebrochen ist
Bei diesem Block wurden bereits fünf Jahre nach der Ausgabe die abgebildeten Reparaturen durch aufgeklebte Randleisten der Hitler-Freimarkenserie vorgenommen

## Erhaltungsgrade
Echt postalisch verwendete Stücke sind sehr selten, der Ostropablock kommt mit Ortsstempeln kaum vor, ist daher stark verfälschungsgefährdet.
Relativ häufig sind bei Entwertungen die Sonderstempel des Sonderpostamtes Königsberg-OSTROPA (mit den Daten 23. Juni 1935 bis einschließlich 3. Juli 1935), sowie OSTROPA 1935/Cranz-ROSSITTEN SCHIFFSPOST und OSTROPA 1935/SCHIFFSPOST/MOOSBRUCH zu finden. Die Sonderstempel sind verhältnismäßig gering fälschungsgefährdet, andersfarbige Entwertungen sind nach Expertenansicht nicht amtlichen Ursprungs und sind daher in der Regel als wertmindernde Gefälligkeitsentwertung (d. h. Entwertung am Schalter, ohne als Briefmarke im eigentlichen Sinne verwendet worden zu sein) anzusehen.
Äußerst rar sind Ostropablocks in postfrischer Erhaltung. Normalerweise ist der Ostropablock entgummiert (*); er gilt dann – ungeachtet dieses eigentlichen Mangels – dennoch als vollwertig.

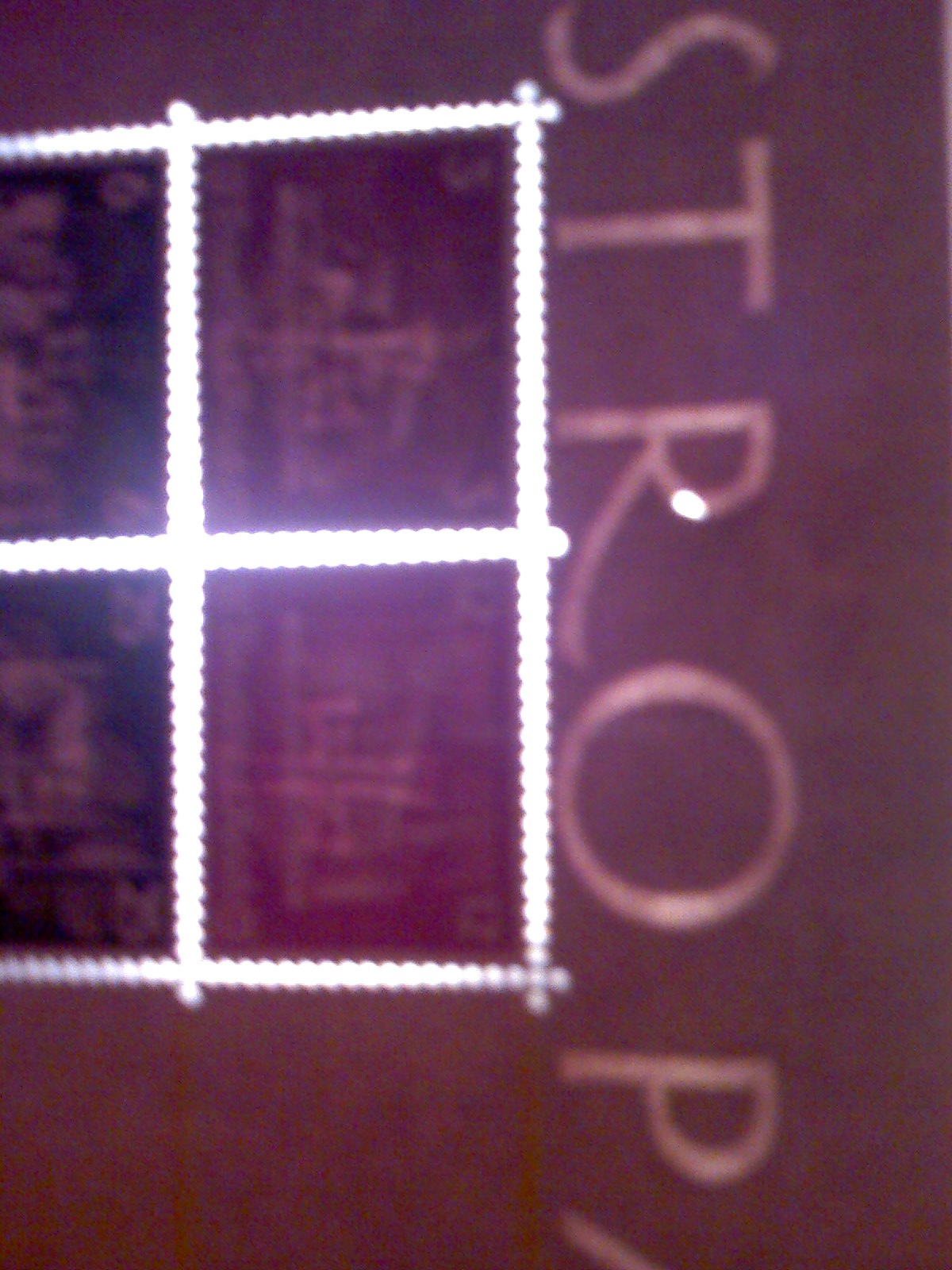
Wasserzeichenbruch
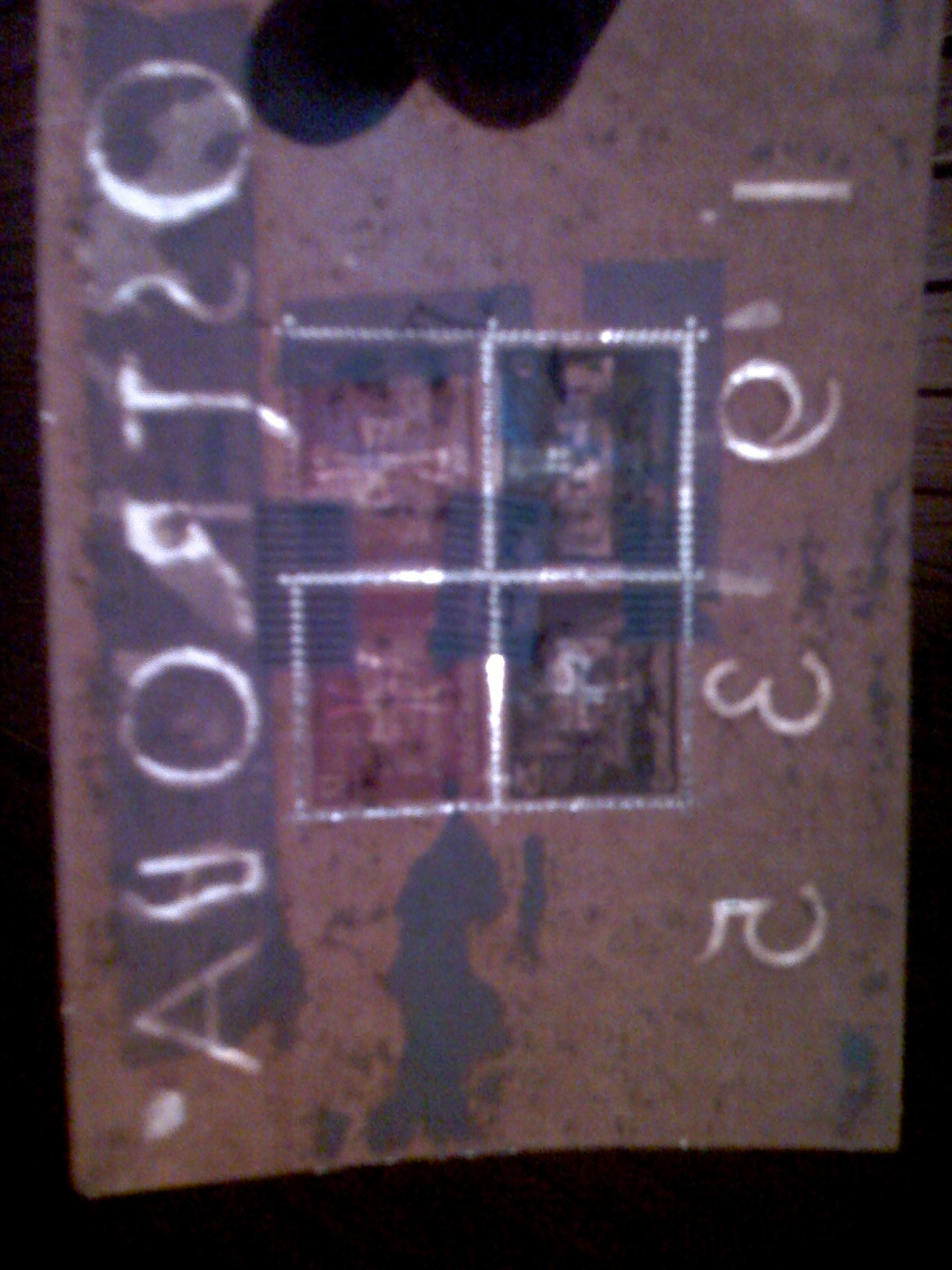
Wasserzeichenbruch

## Abarten
Im Gegensatz zu vielen Ausgaben des Deutschen Reiches sind vom Ostropablock trotz intensiver Forschung bislang weder Farbvarianten, nennenswerte Plattenfehler, Wasserzeichenfehler oder sonstige Abarten bekannt. Die durch das Druckverfahren (manuelle Handdruckpresse) in vier Arbeitsgängen, d. h. jedes Markenbild an sich wurde auf das bereits vorgezähnte und gummierte Papier separat aufgedruckt, bekannten Abweichungen im Abstand der Marken zueinander sind herstellungsbedingt (bis zu einem Millimeter) und verdienen daher keine wertmäßigen Aufschläge. Der Philatelist bezeichnet dies als sogenannte „Passerverschiebung“. Es existiert jedoch ein Versuchsdruck mit fehlender Zähnung, den Fachleute nicht unter 20.000 Euro bewerten.

## Wert und Anmerkungen
Durch die Seltenheit eines einwandfreien Blockes mit Originalgummierung ist eine Wertangabe nicht möglich, ein gestempeltes Exemplar wertet 900 Euro, ein ungebrauchtes 1.000 Euro, ein echtgelaufener Bedarfsbrief nicht unter 1.100 Euro.
Für Briefmarkensammler existieren z. T. sehr hochwertige Nachdrucke; damit können Lücken in Briefmarkenalben zumindest optisch kaschiert werden.